# Heinz-Zemanek-Preis
Der Heinz Zemanek-Preis wird an Autoren herausragender wissenschaftlicher Forschungsarbeiten auf den Gebieten der Informatik und fachverwandten Bereichen von der Österreichischen Computer Gesellschaft verliehen. Der nach Heinz Zemanek benannte Preis wird etwa alle zwei Jahre und seit 2006 in zwei Kategorien verliehen: (A) Dissertationen (Dotierung: 5.000 Euro) und (B) Sonstige Forschungsarbeiten (z. B. Habilitationen; Dotierung: 2.000 Euro). In der Kategorie A (Dissertationen) kann der Preis auch an zwei Kandidaten geteilt vergeben werden.

## Preisträger
- 1985: Alfred Kobsa: Benutzermodelle für Dialogsysteme
- 1986: Siegfried Selberherr: Simulation und Analyse von Problemen der Mikroelektronik
- 1987: Andreas Krall: Entwurf und Implementierung eines sehr spezifischen Prologinterpreters; Gustaf Neumann: Metainterpretergesteuerte Compilation von logischen Programmen nach Prolog
- 1990: Wolfgang Schwabl: Der Einfluss zufälliger und systematischer Fehler auf die Uhrensynchronisation in verteilten Echtzeitsystemen; Eva Kühn: Implementierung von Multi-Datenbanksystemen in Prolog
- 1992: Alois Ferscha: Modellierung und Leistungsanalyse paralleler Systeme mit dem PRM-Netz-Modell
- 1994: Arnold Krommer, Christoph Überhuber: Scientific Parallel Computation
- 1996: Gabriele Kotsis: Workload Modellierung for Parallel Systems; Wolfgang Slany: Fuzzy Scheduling
- 1998: Keith Andrews: Browsing, Building and Beholding Cyberspace: New Approaches to the Navigation, Construction and Visualisation of Hypermedia on the Internet
- 2000: Peter Lang: Konzeptueller Entwurf von aktiven objektorientierten Datenbanken
- 2002: Andreas Uhl: Parallel Computing in Image Processing and Numerics
- 2004: Michael Fink: Komponenten der logischen Programmierung für Informationsagenten
- 2006: (A) Marko Samer: Reasoning about Specifications in Model Checking; (B) Helwig Hauser: Generalizing Focus+Context Visualization
- 2008: (A) Jan Mendling: Detection and Prediction of Errors in EPC Business Process Models; (B) Alexander Felfernig: Knowledge Engineering für Complex Products and Services
- 2010: nicht vergeben
- 2012: Thomas Würthinger: Dynamic Code Evolution for Java
- 2016: (A) Sebastian Krinninger: Faster Approximation Algorithms for Partially Dynamic Shortest Paths Problems; Markus Steinberger: Dynamic Resource Scheduling on Graphics Processors
- 2018: Daniel Gruss: Software-based Microarchitectural Attacks
- 2020: Alwin Zulehner: Design Automation for Quantum Computing
- 2022: Daniela Kaufmann: Formal Verification of Multiplier Circuits using Computer Algebra; Stefan Neumann: Provably Finding and Exploiting Patterns in Data
- 2024: Lukas Burgholzer: Design Automation Tools and Software for Quantum Computing; Martin Schwarzl: Remote Side-Channel Attacks and Defenses